# Mali Vrh Kamanjski
Mali Vrh Kamanjski is een plaats in de gemeente Kamanje in de Kroatische provincie Karlovac. De plaats telt 60 inwoners (2001).